# Синягівка
Синягівка — село в Україні, у Збаразькій міській громаді Тернопільського району Тернопільської області. До 2020 орган місцевого самоврядування — Синявська сільська рада.

## Історія
Тернопільська обласна рада рішенням від 28 листопада 2006 року у Збаразькому районі відновила село Синягівка, раніше об'єднане з селом Синява, взяла його на облік і підпорядкувала Синявській сільській раді.
12 червня 2020 року, відповідно до Розпорядження Кабінету Міністрів України від  № 724-р «Про визначення адміністративних центрів та затвердження територій територіальних громад Тернопільської області», село увійшло до складу Збаразької міської громади.
19 липня 2020 року, в результаті адміністративно-територіальної реформи та ліквідації Збаразького району, село увійшло до складу новоутвореного Тернопільського району.

## Релігія
- церква Різдва Пресвятої Богородиці (1932, кам'яна).

Між Синягівкою та Синявою знаходиться старий польський цвинтар.

## Відомі люди
Грабарчик Григорій (1980—2024) — український військовик, учасник російсько-української війни.

## Галерея

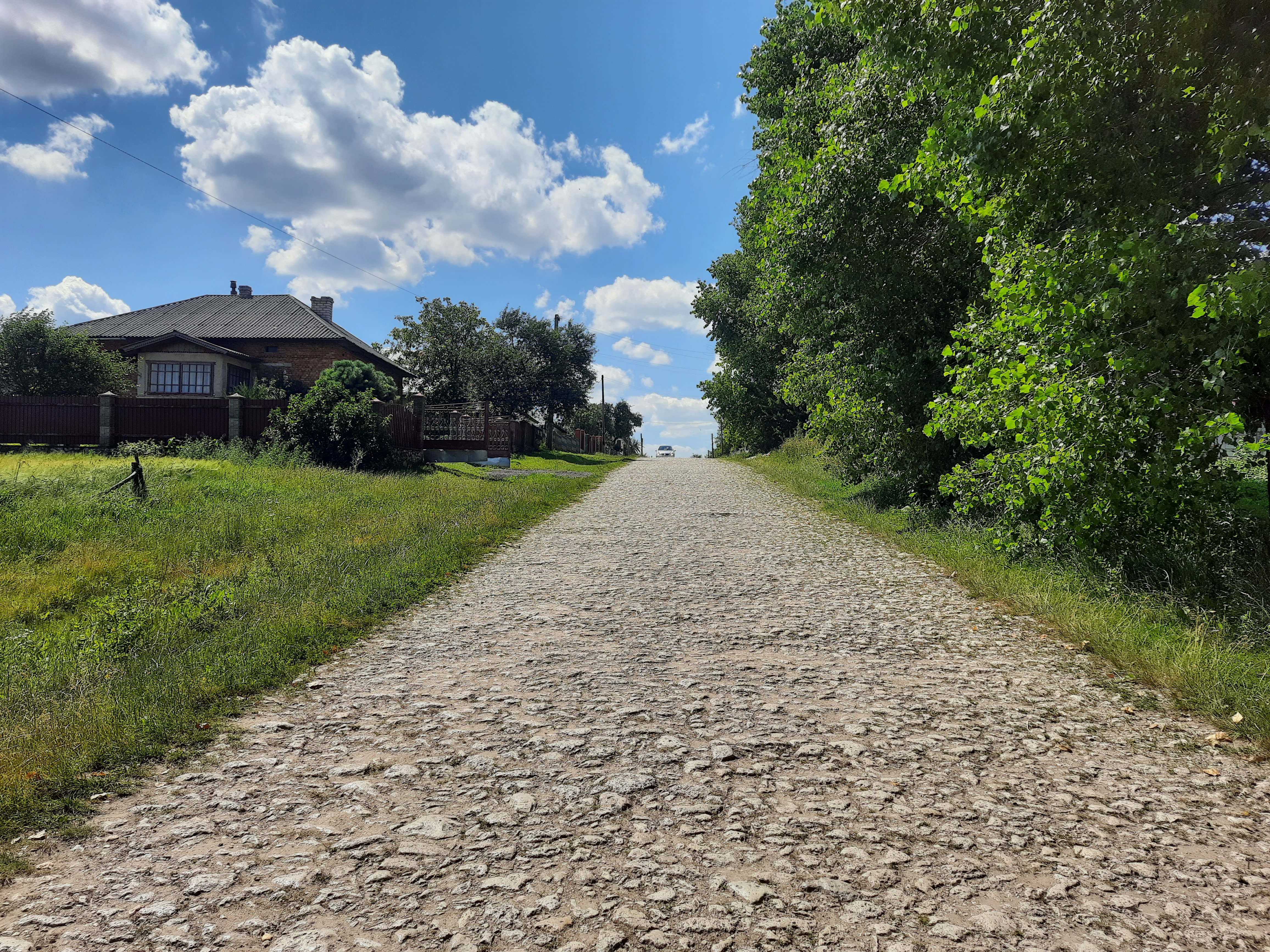
Дорога в село
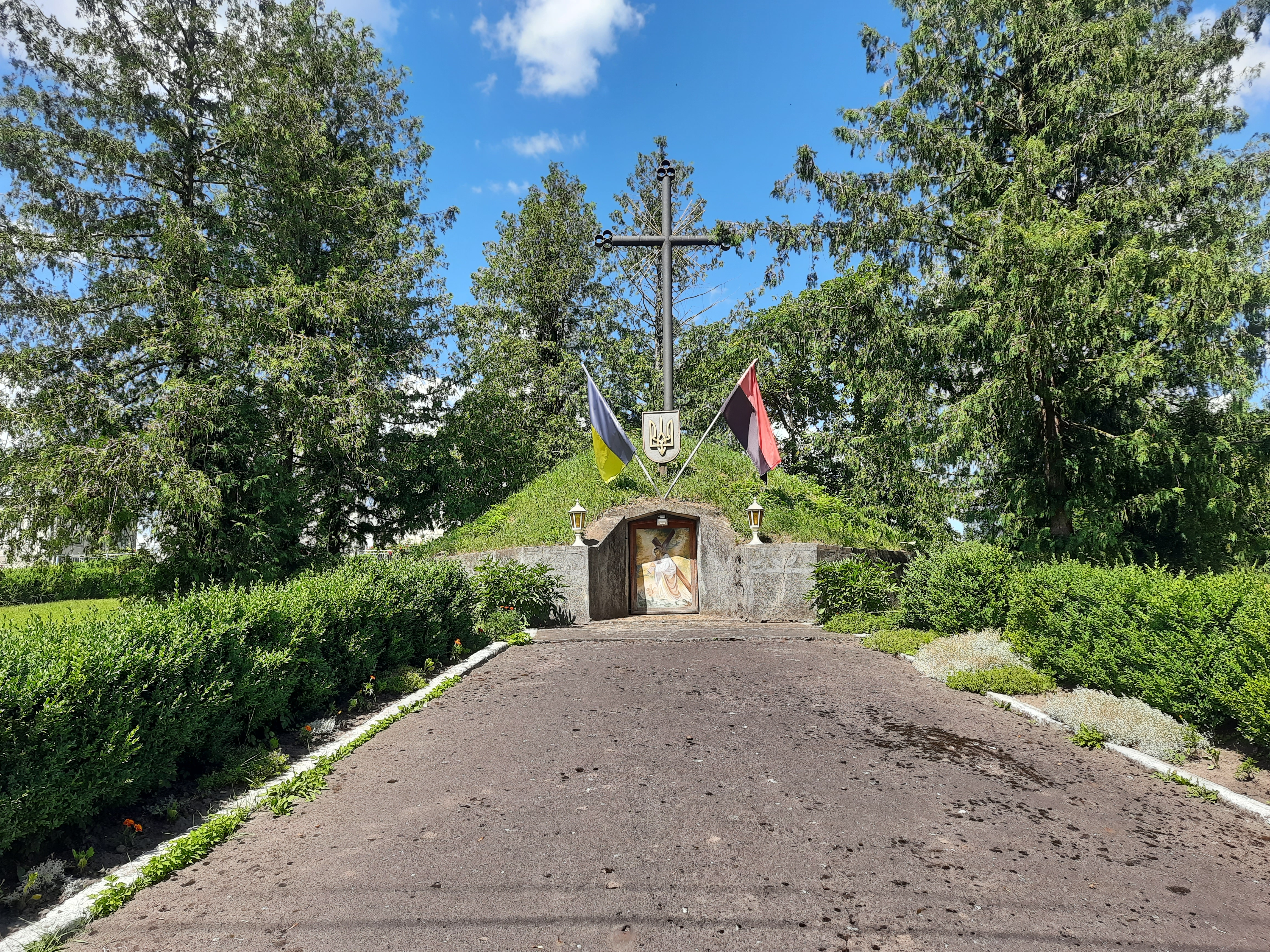
Символічна могила борцям за волю України
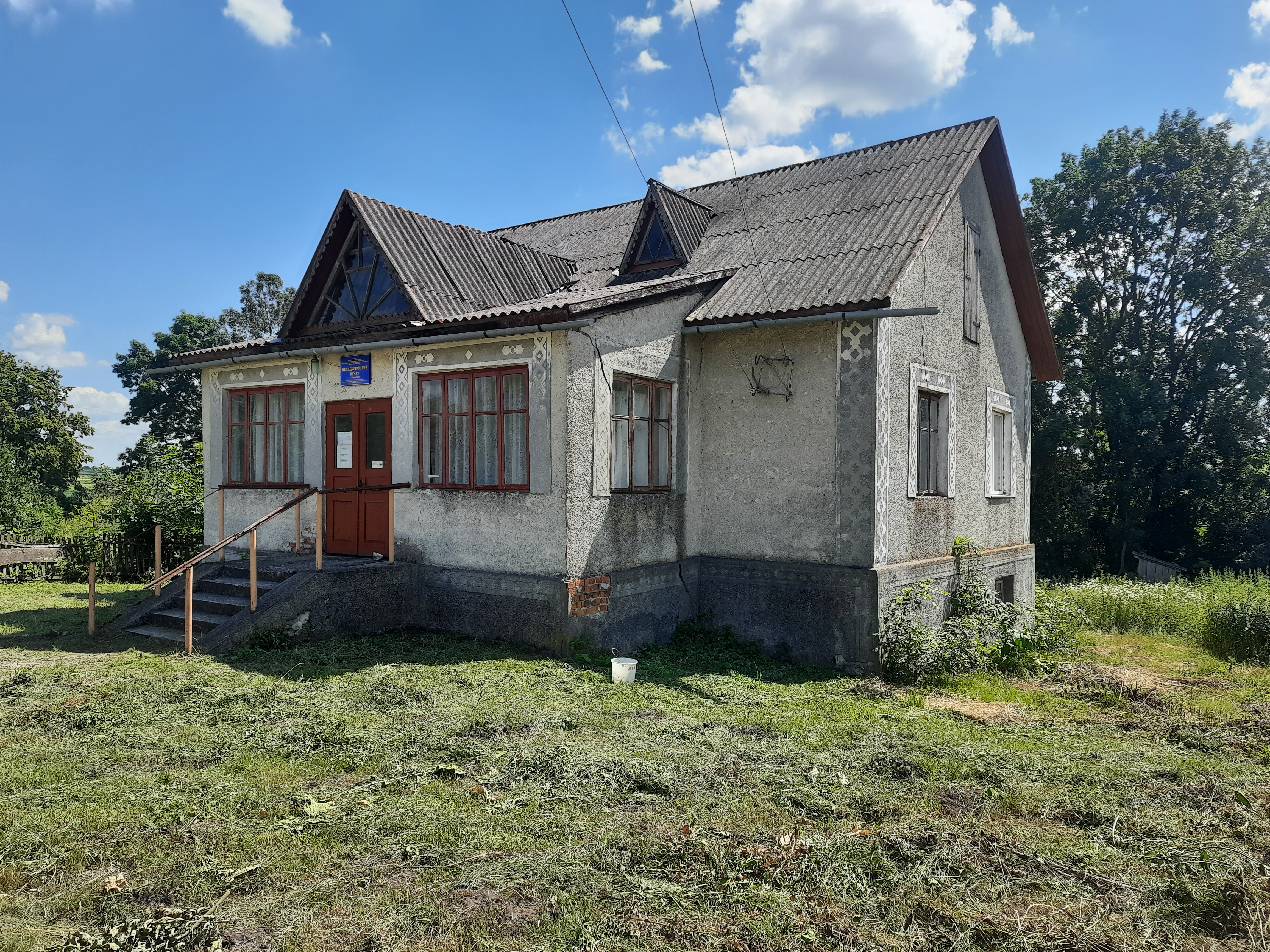
Фельдшерський пункт
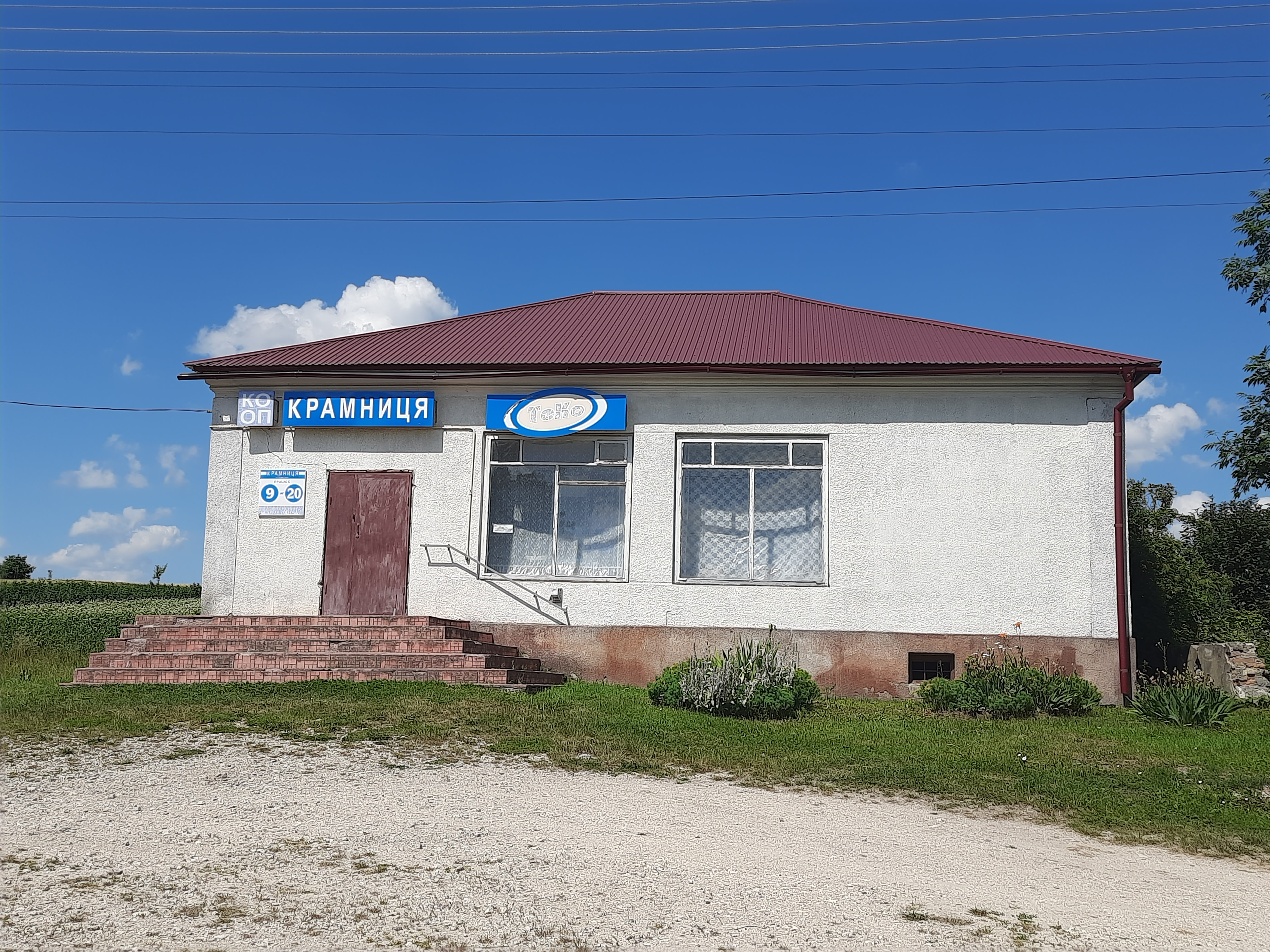
Крамниця